# Antonow An-22

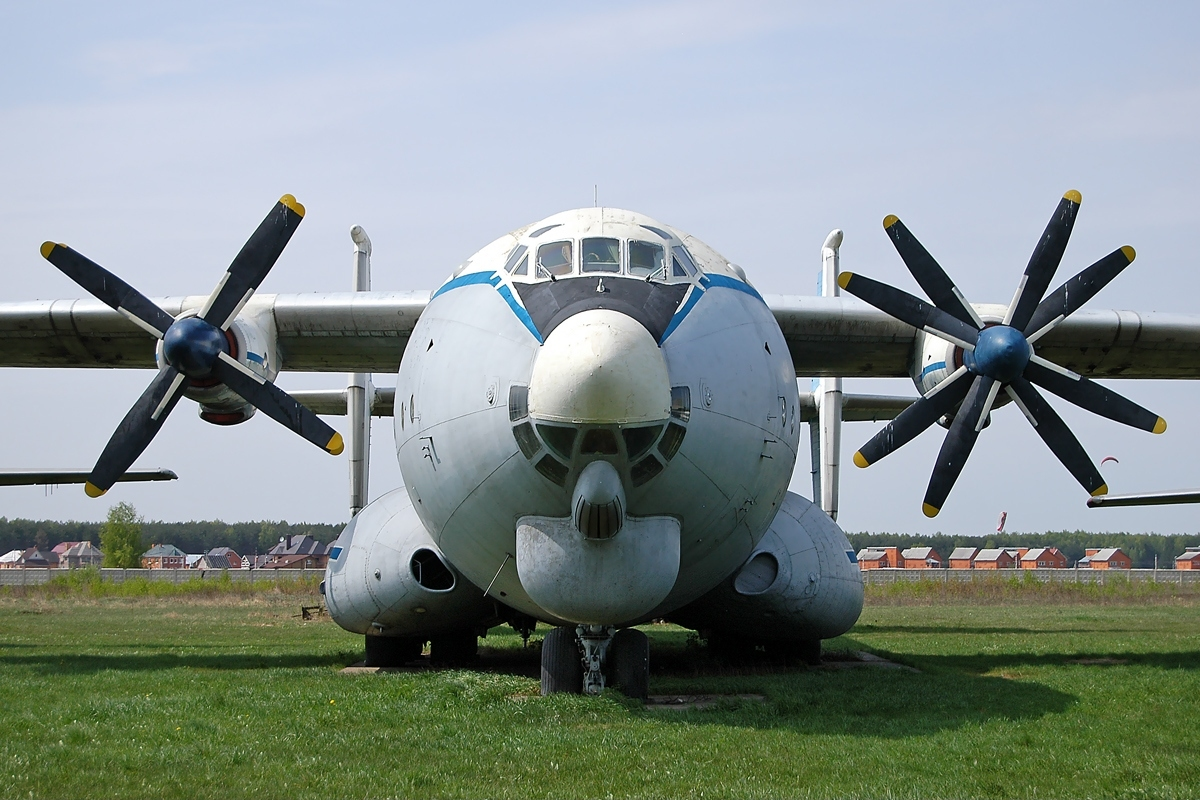
An-22 von vorne

Die Antonow An-22 „Antei“ (russ. Антей, Antäus, NATO-Codename: Cock) ist ein Transportflugzeug mit Turboprop-Triebwerken, das in der Sowjetunion entwickelt wurde. Die Maschine ist das größte in Serie gebaute Flugzeug mit Propellerantrieb.

## Beschreibung
Den Auftrag zur Entwicklung der An-22 erhielt Antonow 1962. Die Entwicklung der Antonow An-22 begann, als man im Zusammenhang mit der Erschließung von Bodenschätzen ein Flugzeug benötigte, das große Lasten über eine größere Entfernung transportieren konnte. So hat das Flugzeug eine maximale Startmasse von 250 Tonnen. Bei ihrem Erstflug am 27. Februar 1965 war die An-22 das größte Serienflugzeug der Welt. Bis heute ist die Maschine das größte in Serie gebaute Flugzeug mit Propellerantrieb. Im gleichen Jahr wurde das Flugzeug beim Pariser Luftfahrtsalon vorgestellt, wobei auch eine nie realisierte Passagierversion für bis zu 724 Passagiere angekündigt wurde. Angetrieben wird das Flugzeug von vier Turboprop-Triebwerken des Typs Kusnezow NK-12 mit je zwei gegenläufigen Vierblattpropellern. Die Tragflächen des Schulterdeckers sind über die ganze Spannweite mit Doppelspaltklappen ausgerüstet. Ähnlich der späteren An-225 Mrija besitzt die An-22 doppelte Seitenruder, die das Höhenleitwerk durchstoßen.
Insgesamt lief die Serienproduktion von 1965 bis Februar 1976 mit 68 gelieferten Maschinen. Sie wurde im Werk Nr. 84 von Taschkent durchgeführt. Zwischen dem Cockpit für fünf bis sechs Besatzungsmitglieder und dem nicht druckdichten 33 Meter langen und 4,4 m breiten Frachtraum befindet sich ein Aufenthaltsbereich für bis zu 29 Passagiere. Das Heckladetor besitzt eine hydraulische Fahrzeugrampe und kann während des Fluges geöffnet werden, um zum Beispiel Luftlandetruppen abzusetzen. Sie kann Außenlasten „huckepack“ auf dem Rumpf transportieren, wie zum Beispiel An-124-Tragflächen. Wie die meisten Militärtransporter ist dieses Flugzeug mit seinen 14 Rädern auch für den Einsatz auf Behelfspisten ausgelegt und kommt mit einer Startrollstrecke von 1460 m aus.
Der Typ wurde zu Beginn der 1970er-Jahre in den Truppendienst der Sowjetarmee übernommen und steht zum Teil heute noch im Dienst, wurde jedoch teilweise durch An-124 ersetzt. Die einzige An-22, die zivil betrieben wird, flog vor 2022 für die ukrainische Fluggesellschaft Antonov Airlines. Am Ende flogen noch etwa 4 Flugzeuge. Im Juni 2024 wurde gemeldet, dass 2024 das letzte Einsatzjahr werden solle.

## Versionen

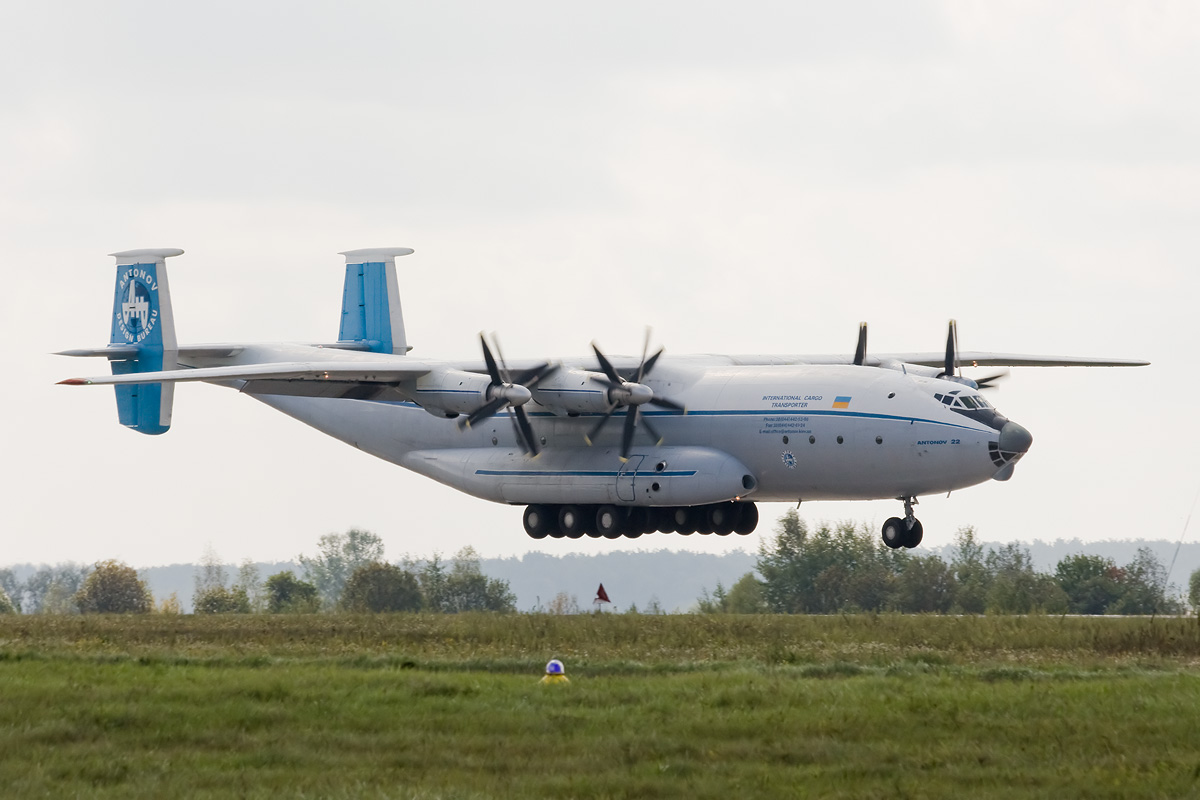
Die zivile An-22 der Antonov Airlines in Hostomel, Ukraine

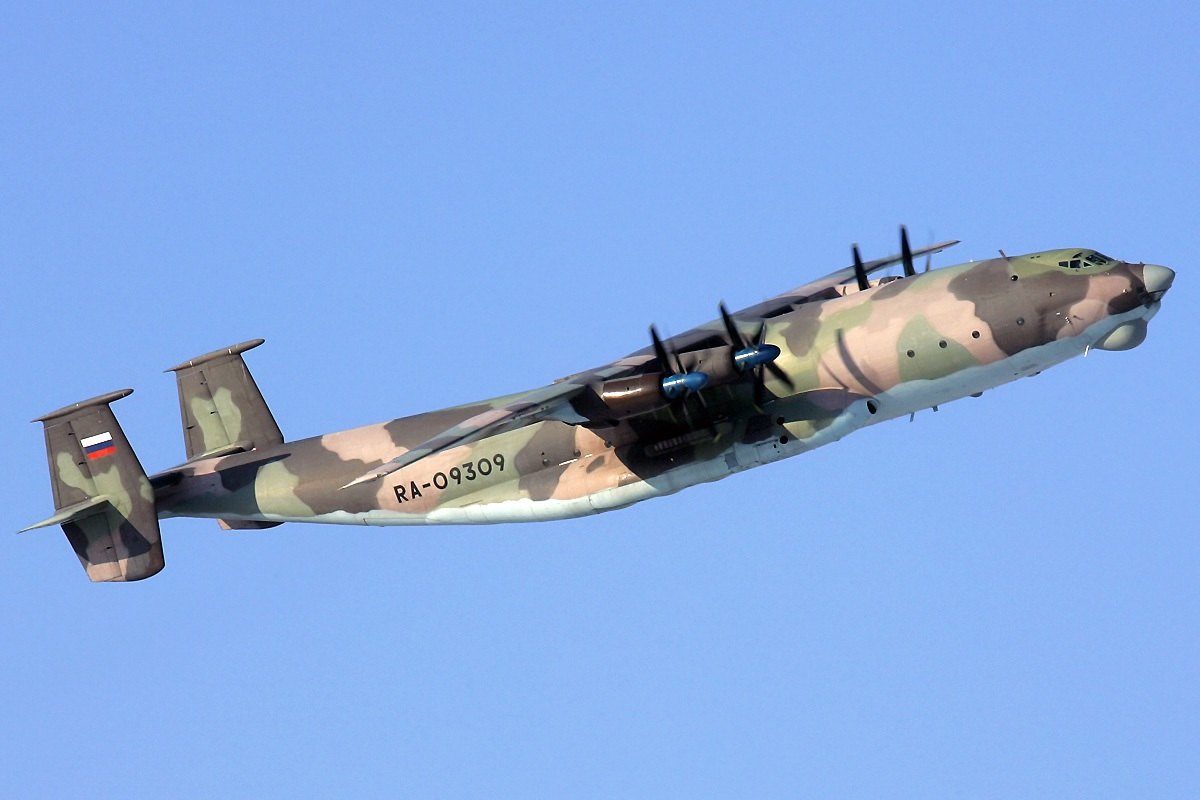
An-22 mit Tarnanstrich

An-22
Drei in Kiew-Swjatoschino gebaute Prototypen mit Glasnase und Radar unter dem Rumpf.
An-22
Erste Serienversion mit externem Startsystem und während des Fluges änderbarem Reifenluftdruck, 37 Stück in Taschkent gebaut.
An-22A
Verbesserte Serienversion mit eigenem Triebwerksstartsystem, um auch im Flug Triebwerke neu starten zu können, modifiziertem elektrischen System und verbesserter Funk- und Navigationsausrüstung. 28 Stück in Taschkent gebaut.
An-22PLO
Testträger für ein nuklear angetriebenes Flugzeug. Nach dem Regierungsbeschluss vom 26. Oktober 1965 wurde zuerst die Maschine mit der Werksnummer 6 34 01 06 mit einem Schutzschild und einer Strahlenquelle ausgestattet, um die Abschirmung zu testen. Im nächsten Schritt sollten ein Prototyp des vorgesehenen Reaktors im Flug (jedoch nicht als Antrieb) an Bord einer An-22 samt der Abschirmung bei verschiedenen Betriebszuständen des Reaktors erprobt werden. Eine energetische Verbindung zwischen dem Reaktor und dem Antrieb gab es bei beiden Testträgern nicht. Der Reaktor traf im August 1972 in Moskau ein und schon Anfang September 1972 wurde die zweite Testmaschine (Werksnummer 7 34 01 07) nach Semipalatinsk verlegt, wo die Erprobung begann. Insgesamt wurden 23 Flüge mit der Besatzung Samowarow, Gorbik und Worotnikow unter dem Projektnamen „Storch“ (russisch „Aist“) durchgeführt. Geplant war für die späteren Maschinen der Start mit den vier kerosinbetriebenen 13.000-PS-Triebwerken. Während des Fluges sollte der Reaktor die vier PTL-Triebwerke über Wärmeaustauscher mit Energie versorgen, deren Leistung dann maximal je 8900 PS betragen sollte. Damit hoffte man eine Reichweite von 27.500 km und vor allem eine Einsatzdauer von etwa 50 Stunden zu erreichen. Als Einsatzzweck waren ausdauernde Seeüberwachung und Schiffsbekämpfung vorgesehen. Das Projekt wurde noch vor einem nuklear angetriebenen Flug eingestellt.

## Zwischenfälle
Vom Erstflug 1965 bis September 2020 kam es mit Antonow An-22 neunmal zu Totalschäden. Bei sieben davon kamen Menschen ums Leben, insgesamt 102.

## Technische Daten

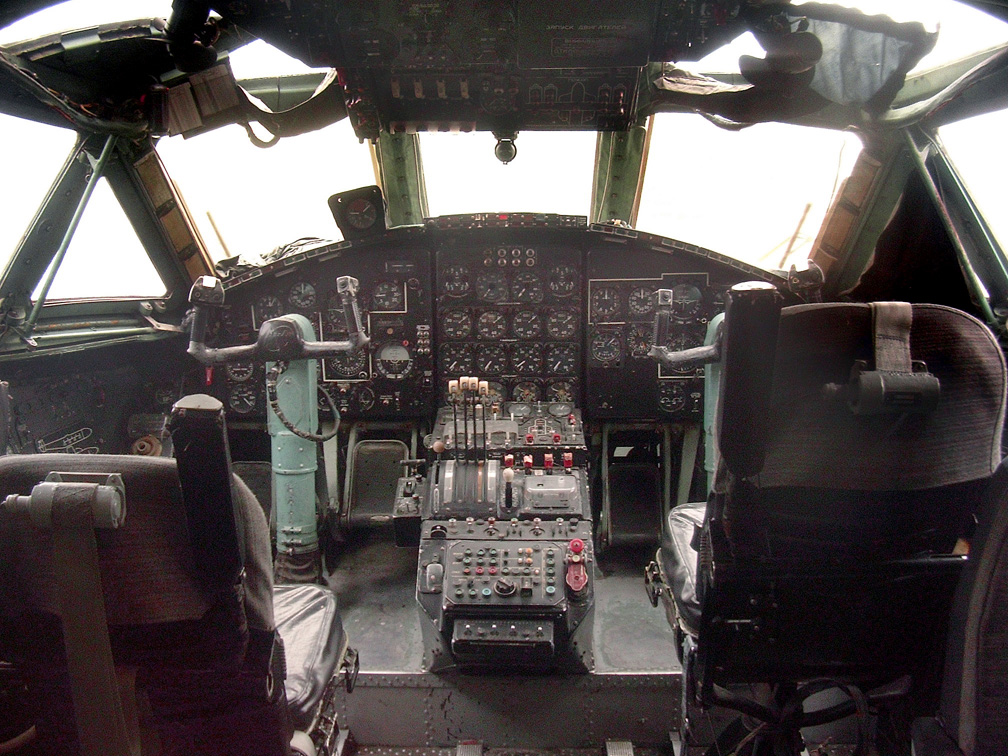
Cockpit einer Antonow An-22

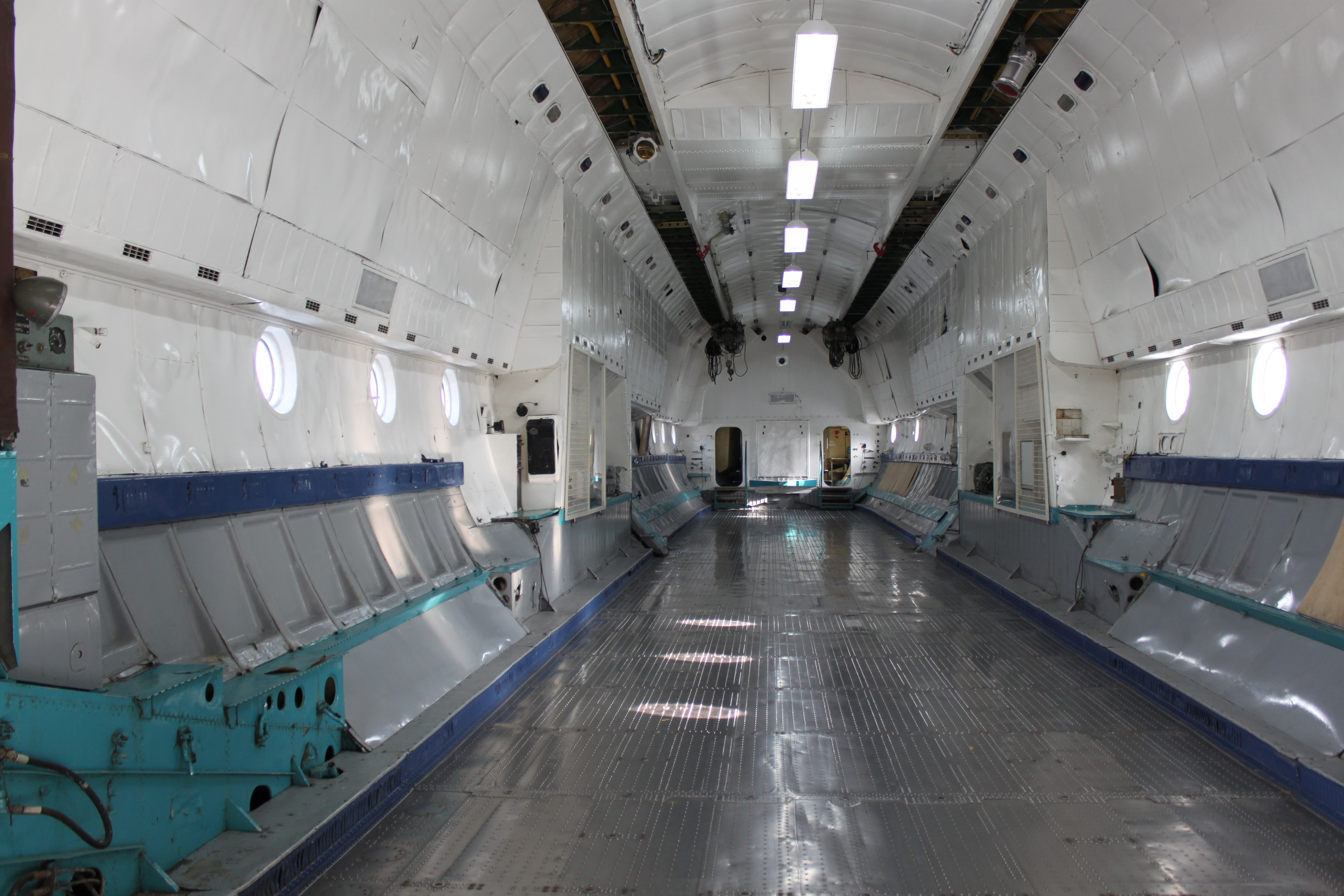
Laderaum der An-22

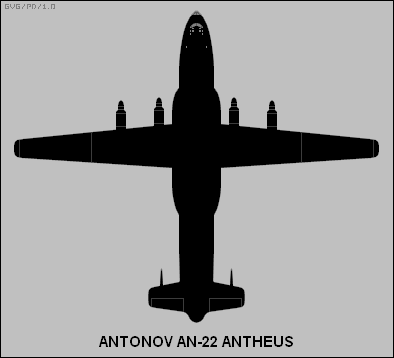
Antonow An-22

| Kenngröße             | Daten                                                         |
| --------------------- | ------------------------------------------------------------- |
| Länge                 | 57,80 m                                                       |
| Spannweite            | 64,40 m                                                       |
| Höhe                  | 12,53 m                                                       |
| Flügelfläche          | 345 m²                                                        |
| Flügelstreckung       | 12,0                                                          |
| Frachtraumabmessungen | - Länge: 33,00 m - Breite: 4,40 m - Höhe: 4,40 m              |
| Leermasse             | 114.000 kg                                                    |
| max. Startmasse       | 250.000 kg                                                    |
| max. Nutzlast         | 80.000 kg                                                     |
| Triebwerke            | vier Turboprops Kusnezow NK-12MA mit je 11.185 kW (15.211 PS) |
| Höchstgeschwindigkeit | 740 km/h                                                      |
| Reisegeschwindigkeit  | 560 bis 680 km/h                                              |
| Reichweite            | ca. 5000 km (bei maximaler Zuladung)                          |
| Startrollstrecke      | 1460 m                                                        |
| Landerollstrecke      | 1080 m                                                        |

## Erhaltene Exemplare

### Antonow An-22 im Einsatz
- Antonov Airlines hatte bis 2021 noch eine An-22A mit dem Kennzeichen UR-09307 im Frachteinsatz. Im Zuge des russischen Überfalls auf die Ukraine soll die länger stehende Maschine jedoch beschädigt worden sein. Zuvor hatte die NATO einen Vertrag zur Weiterverwendung dieses Flugzeuges für mindestens weitere 5 Jahre unterzeichnet.[8]

### Antonow An-22 in Museen
- Technikmuseum Speyer, Speyer Kennzeichen UR-64460, Deutschland[9][10]
- Zentrales Museum der Luftstreitkräfte der Russischen Föderation, Monino, Russland
- Flughafen Kiew-Hostomel Kennzeichen UR-64459 ⊙, Hostomel, Ukraine